# 京城81号
《京城81号》（英語：The House That Never Dies），曾用名《朝内81号》，导演叶伟民，主演吴镇宇、林心如、莫小棋、杨佑宁、秦海璐、李菁。该片是3D惊悚影片，取材于北京四大凶宅之首“朝內81號”。
2014年5月13日，影片正式更名为《京城81号》。对于此次“更名”之举，《京城81号》项目人表示是出于对影片故事本身的考虑，改名后格局更大，更加符合影片中包含的丰富的剧情元素，同时还否定此前谣传的“改档”之说，《京城81号》确定在2014年7月18日以3D形式上映。

## 剧情
该片讲述“朝内81号霍氏一族”一百年来的命运。民国初年，位于京城八大胡同内的青楼歌舞升平，尤以头牌陆蝶玉艳惊四座，引得万人空巷。但她早已倾心京城大户霍家三少爷，几经波折，陆蝶玉嫁入霍家。怎料新婚之夜新郎却变成刚刚过世的霍家二少爷，冥婚后不久陆蝶玉离奇怀孕，一时鬼胎传言四起，家族上下不安，不久便举家惨遭灭门，留下阴宅保留至今......
一百年后，81号古宅后人许若卿重返故居，百年前发生在这里的惨案历历在目。同时，她的出现也意外唤起古宅内尘封已久的孤魂孽怨......

## 演員

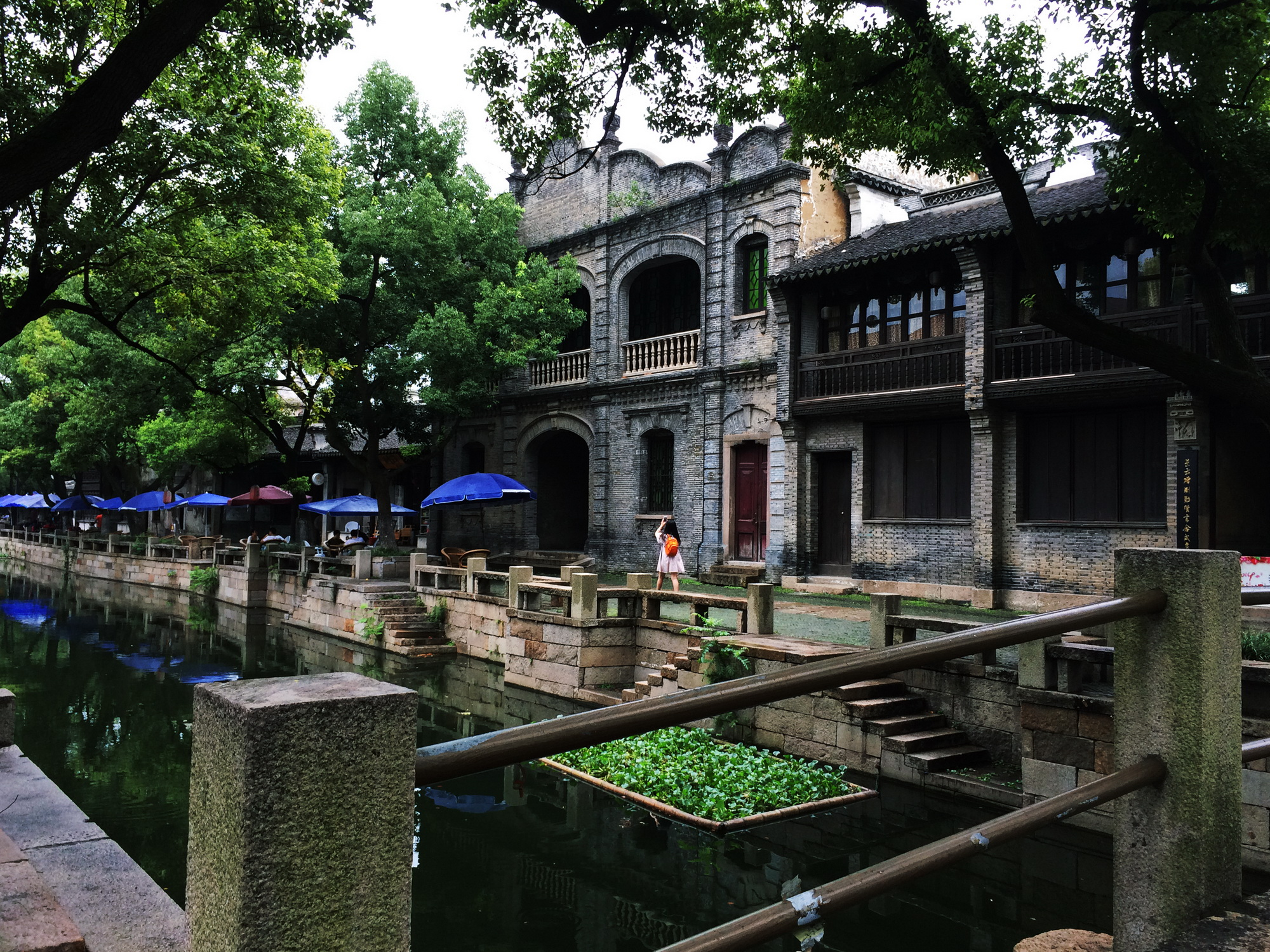
片中古宅取景地：江苏省无锡市惠山古镇杨氏祠堂。

| 演员   | 角色         | 备注                               |
| 吴镇宇 | 霍连修(前世) | 大少爷                             |
| 吴镇宇 | 赵奕堂(今生) | 許若卿的情夫，小夢的父親           |
| 林心如 | 陆蝶玉(前世) | 許若卿的外祖母                     |
| 林心如 | 许若卿(今生) | 陸蝶玉和霍連齊的外孫女，小夢的母親 |
| 杨祐宁 | 霍连齐       | 三少爷，許若卿的外祖父             |
| 秦海璐 | 心理医生     | 许若卿的同学兼闺蜜                 |
| 莫小棋 | 琉璃         |                                    |
| 李菁   | 霍连平       | 二少爷                             |
| 夏文汐 | 霍家大少奶奶 |                                    |
| 张煜雯 | 小梦         |                                    |
| 金燕玲 | 前世老鸨     |                                    |

## 制作
- 文隽坦言，“好的故事应该从民间汲取养分。被封为经典的《聊齋志異》，作者蒲松龄先生花了几十年的时间收集大量的民间志怪故事。在准备剧本前，片方花了近三年时间走访取材，收集到3000多页的素材，让影片剧本丰富精彩。[8]”
- 《朝内81号》在3D方面的投资就有几千万, 建造一座真的朝内81号，然后用3D技术拍摄，单单建这一栋楼就投资1千万，这在业内目前是唯一的。[9]
- 监制文隽介绍，《朝内81号》这个项目和此前的惊悚片有很大不同，“国内惊悚片做到现在，都有点瞧不起自己了。为保证所建凶宅的艺术质量，剧组请到《色·戒》美术指导刘世运，金马、金像双奖造型师张世杰把关，百余人团队历时一个月完工。[10]
- 7片中使用多达12900个道具，如雕花的门框、奢华的木棺、古朴的摆设，这些道具很难搞定，里面有些是古董，需要到处去借用，而且要注意不能碰坏，很贵。
- 《京城81号》在亿级规模的保驾护航下，1：1还原了“京城81号”老宅和京城八大胡同繁华盛景，动用大批古董当做道具，将片中霍家的奢华内景全数呈现出来。[11]

## 宣传发行
监制陈辉表示，宣发和话题营销功不可没，“上映前4个月，观众就能在影院看到电影的预告片，"鬼宅"朝内81号话题的衍生，也在各社交网络大力推广，公交站牌、地铁通道、移动电视的宣传也无处不在。专注于东方惊悚，是该片票房成功的原因，毕竟人人都有本土元素归属感，人们会忍不住一探究竟。” 另外，在该片上映时，该片还做了很多落地活动。长长的营销周期，精准的落地发行，再配合好的档期，是《京城81号》票房的有力保证。
- 2013年6月22日， 正无锡市举行探班活动，斥资1000余万，1比1实景打造的“鬼屋”首次对外曝光。[13]
- 2013年11月22日， 在杭州举办的2013全国电影院线影片推荐会上，以类型片见长的恒业电影公布2014年制作和发行的影片计划，总经理陈辉现场介绍惊悚影片《朝内81号》。[14]
- 2013年12月5日， 首曝先导海报。[15]
- 2014年4月11日，并公布中国内地上映时间为7月18日。
- 2014年5月14日， 《朝内81号》毫无征兆地宣布改名为《京城81号》。[16]
- 2014年5月14日， 发“前世今生版”先导预告。
- 2014年5月21日，《京城81号》发布“《京城81号》是如何炼成的”制作特辑。[17]
- 2014年5月28日， 发布吴镇宇、林心如的“灰飞湮灭”版海报。
- 2014年6月4日， 同时曝光“尘封开启”版预告和“前世今生”版主海报，正式拉开霍家大宅“头七还魂夜”的序幕。
- 2014年6月10日， 影片曝光导演特辑，叶伟民首次现身说法，讲述这部2014年惊悚片的炼成秘笈。[18]:携手日本最资深3D团队打造，影片背景设置于真实存在的“朝内大街81号”——这一老北京传说中的著名“鬼宅”的悬疑惊悚故事，情节横跨清、民国和现代的历史钩沉，蛛丝马迹间寻觅一段曾改变历史的惊天大事。
- 2014年6月25日， 发布一款“东方元素”特辑，将冥婚、蛊惑、还魂、蜕尸、轮回五大东方灵异传说汇聚其中。特辑中，主演吴镇宇、林心如、秦海璐、杨佑宁、莫小棋一一现身说法，讲述百年豪门恩怨下的宿命轮回。[19]
- 2014年7月6日，在北京举办“尘封开启”发布会，导演叶伟民，编剧文隽，携吴镇宇，杨祐宁，莫小棋，李菁四位主创悉数出席。现场一出别出心裁的民国京城大婚典礼中，吴镇宇化身为证婚人为新人祈福，与其他主创大聊冥婚、前世、鬼胎、灵堂等电影元素，并与观众分享许多拍摄趣事。[20]
- 2014年7月8日， 曝光终极预告，将百年前霍家灭门惨案公布于众。
- 2014年7月15日，导演葉偉民，主演吴镇宇，林心如，莫小棋，杨祐宁等主演参加北京首映礼，该片在西安奥斯卡国际影城骡马市店举办点映会。[21]

## 電影原声帶
| 曲序 | 曲目           | 演唱   |
| ---- | -------------- | ------ |
| 1.   | 凋零（主題曲） | 朱梓溶 |
| 2.   | 沉醉           | 朱梓溶 |
| 3.   | 凋零（插曲）   | 朱梓溶 |
| 4.   | 序曲           |        |
| 5.   | 81號主題       |        |
| 6.   | 外婆的家       |        |
| 7.   | 一切會更好     |        |
| 8.   | 81號的傳聞     |        |
| 9.   | 第一夜         |        |
| 10.  | 工作           |        |
| 11.  | 爭執           |        |
| 12.  | 霍家祖業       |        |
| 13.  | 玩伴           |        |
| 14.  | 迎親           |        |
| 15.  | 凌辱           |        |
| 16.  | 纏綿時刻       |        |
| 17.  | 夢魘時分       |        |
| 18.  | 81號的傳說     |        |
| 19.  | 疑心病         |        |
| 20.  | 蝴蝶的指引     |        |
| 21.  | 神秘的信箋     |        |
| 22.  | 意外身孕       |        |
| 23.  | 漫長的等待     |        |
| 24.  | 思念           |        |
| 25.  | 事與願違       |        |
| 26.  | 鏡中的自己     |        |
| 27.  | 心神不寧       |        |
| 28.  | 心魔           |        |
| 29.  | 友情破裂       |        |
| 30.  | 時空交錯       |        |
| 31.  | 真相？         |        |
| 32.  | 真相大白       |        |
| 33.  | 意外的表白     |        |
| 34.  | 不歸路         |        |
| 35.  | 頭七還魂       |        |
| 36.  | 無盡的恐懼     |        |
| 37.  | 致命逃脫       |        |
| 38.  | 终结           |        |

## 票房
《京城81号》破惊悚片首日五大纪录。
数据显示，该片凌晨点映平均上座率高达74%，堪比好莱坞大片电影规模。而18日首日上座率突破预期，平均高达84.05%，高出排名第二电影约40个百分点，在黄金时间段更是达到96%上下，呈现出一票难求的观影盛况，在人潮带动下，周六排片更是比首日高出10个百分点，令人咋舌。在超高上座率推动下，《京城81号》迎来首日开门红，拿下约4500万票房，首日一举打破国内惊悚片零点场纪录、排片纪录、上座率纪录、票房纪录以及空间上升最快纪录。
在上座率方面，惊悚片也无太大进展，一部几百万小规模惊悚片的上座率大致维持在5%—10%之间，而《京城81号》的出现却接连打破惊悚片排片和上座率的常态，创下国产惊悚片最高首日排片和最高上座率双项纪录。从上映首日15%的排片上升到第二天25%的排片。
这部不久前打破华语惊悚片五项纪录，成为暑期档最猛黑马的影片，并凭借两天破1亿、五天破2亿的大好票房， 又于7月26日晚正式迈过3亿票房大关， 打破2011年上映的《孤岛惊魂》，将惊悚片的票房纪录再创新高。至2014年8月10日，《京城81号》票房公映24天共收4.06亿。
数据显示，《京城81号》截止目前的票房已经超过《归来》，暂列2014年华语电影票房第九位，总票房是内地影史上前七名惊悚电影的票房总和。至2014年8月8日，京城81号的内地票房已正式突破4亿，成为华语影史首部票房过4亿的惊悚片。
本片最终票房達到4.07億元人民幣。

## 影响
电影《京城81号》的热映，使朝陽門内大街81号院(简称朝内81号)的“鬼宅”之名再成热点，每天都有“胆大”者慕名探险。许多游客是看过电影《京城81号》后专门赶来的狂热“粉丝”，就是为了“图刺激”。电影上映以来，每天有近500位影迷和“探险迷”来此探访。然而，由于院内的两栋民国老楼年久失修，已成危楼，朝内81号院管理方近日颁布禁令，为保安全将严格限流。北京天主教基建办也再次表示，希望人们能理性看待这座宅院。而作为电影外景地的无锡市惠山古镇也因此片引来不少游客。